# 天節五
金牛座90，又名BD+12 618，HD 29388、SAO 94044、HR 1473，是金牛座的一颗恒星，视星等为4.27，位于銀經184.74，銀緯-22.24，其B1900.0坐标为赤經4h 32m 34s，赤緯+12° -22.24′ 37″。